# Полвераја (Гросето)
Полвераја (итал. Polveraia) је насеље у Италији у округу Гросето, региону Тоскана.
Према процени из 2011. у насељу је живело 89 становника. Насеље се налази на надморској висини од 273 м.